# Laser tag

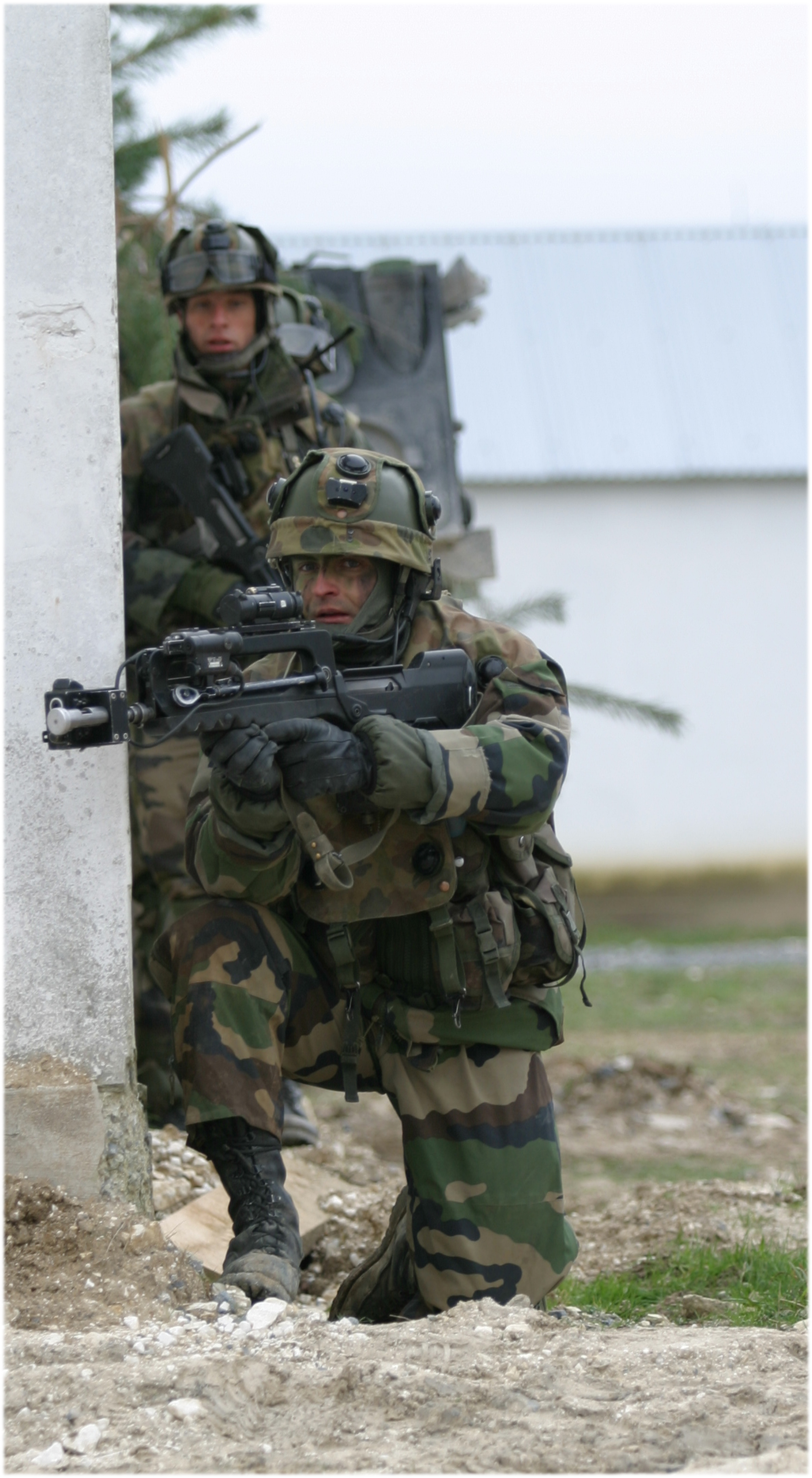
Soldados franceses del segundo regimiento de infantería entrenando con equipos de "Laser tag".

Laser Tag o Laser Game denominado también Laser Combat es un juego deportivo que simula un combate entre dos equipos. Está basado en que los jugadores intenten conseguir puntos alcanzando con sus disparadores de infrarrojos los dispositivos receptores situados en sus rivales.
Aunque Laser Tag fue creado para entrenar a los soldados en situaciones de combate, en la actualidad es un juego de niños y adultos que goza de notable popularidad.

## Historia
Al final de la década de los 70 y principios de los 80, el ejército de los Estados Unidos desarrolló un sistema usando rayos infrarrojos para el entrenamiento de combate. El sistema MILES funcionaba como un sistema "Laser Tag" ya que los disparos de infrarrojo eran recogidos por receptores que contaban los impactos. Sistemas similares son manufacturados por diversas compañías y usados por varios ejércitos a lo ancho del globo.

## Equipo necesario para el Laser Tag
A diferencia del Paintball y Airsoft no es necesaria la protección contra los golpes, al ser la munición un haz de luz infrarroja.
El equipo necesario es un PC para las estadísticas del juego, una marcadora especial Laser Tag y el sensor de derrota con sistema wireless para que el juego sea más real.  